# MONKEY MAJIK BEST 〜10 Years & Forever〜
『MONKEY MAJIK BEST 〜10 Years & Forever〜』（モンキーマジックベスト 〜テンイヤーズアンドフォーエバー〜）は、日本のポップ・ロックバンドMONKEY MAJIKが、2010年7月14日に発売した初のベストアルバム。

## 概要
- MONKEY MAJIKが結成10周年を記念とした、メジャーデビューしてから初のベストアルバム。
- 限定盤（CD+DVD）[2]、通常盤（CDのみ）の2形態で発売。
- 今回、未収録となったシングル曲は『Picture Perfect』、『卒業、そして未来へ。』、『MONKEY MAGIC』、『あかり』、『Fall Back』、『MORNING-EVENING』、『goin' places』の7曲。
- 「アイシテル」以降リリースの作品は本作がアルバム初収録で、以降のオリジナルアルバムにも収録されていない。また「FOREVER」「Fast Forward」「大丈夫」の3曲は新曲。このためメンバーも「半分オリジナルアルバム」と語っている[3]。
- 累計売上は前作のアルバム『TIME』の売上よりも下回り、さらに10万枚を超えず、日本レコード協会からゴールド認定を受けなかった。

## 収録曲

### CD
1. fly
  - 1stシングル。
2. Around The World
  - 2ndシングル。
3. フタリ
  - 3rdシングル。
4. Change / Monkey Majik + 吉田兄弟
  - 6thシングル。
  - イントロの三味線ソロがフルで収録されている。
5. 空はまるで
  - 4thアルバム(メジャー2ndアルバム)『空はまるで』収録曲。
6. Together
  - 8thシングルの1曲目。
7. あいたくて
  - 9thシングルの1曲目。
8. ただ、ありがとう
  - 10thシングル。
9. アイシテル
  - 11thシングル。
10. 虹色の魚
  - 12thシングルの1曲目。
11. Open Happiness
  - 12thシングルの2曲目。
  - イントロ、間奏部分のサンプリング音はアルバムではカットされている。
12. MONSTER
  - 12thシングルの3曲目。
13. SAKURA
  - 13thシングル。
14. FOREVER
  - 「宮城県仙台三桜高等学校」の合唱部がコーラスで参加している。
  - NHK総合テレビ「うまいッ!」テーマ曲
  - ミュージックビデオは「ATARIMAEプロジェクト」の協力を得て制作された（本人たちは携わっていない。ラップ部分は別の歌詞に置き換えられている。）。
15. Fast Forward
  - 「和洋折衷」を意識した曲。
  - アニメ「ぬらりひょんの孫」初代オープニングテーマ曲
  - 後の11月24日にリリースされた「ぬらりひょんの孫オープニングテーマEP」にも収録された。シングルカットはこの曲が初めて。
16. 大丈夫
  - 本作の中では最も新しくできた曲。出会いと別れをテーマにしている。
17. tired（remastered）
  - 現在廃盤となっている限定ミニアルバム『TIRED』収録曲。本作のためにリマスターされた。
18. Lily（remixed&remastered）
  - 1stミニアルバム『Lily』収録曲。今回ベース、ピアノ、ドラム、ストリングスを新たに録り直した。
19. Livin' in the sun（remastered）
  - 2ndアルバム『eastview』収録曲。本作のためにリマスターされた。

### DVD
1. 空はまるで
2. Open Happiness
3. Get Started
4. Around The World
5. アイシテル
6. ただ、ありがとう
7. fly
8. フタリ
9. 虹色の魚
10. Change
11. SAKURA
12. Together
13. LIVE Making
14. Special Interview